# 保安轉運站
大台南公車保安轉運站，位於臺灣臺南市仁德區文賢路一段臺鐵保安車站正對面，是臺南市政府規劃新建的公車轉運站，於2013年11月19日完工，同年12月27日啟用。保安火車站每天約有140多車次停靠，平均每天有1500至2000人次搭乘，除了是目前最接近台南機場的火車站外，也是最接近奇美博物館的火車站，出站後約550公尺即可到達。

## 轉運站設施
除基本的公車轉運站體、南北向公車停靠區及1線公車專用車道外，另外建置了以下硬體設施：
- 22席自行車停車位
- 129席機車停車位
- 3席無障礙機車停車位
- 3席計程車臨時停車位
- 臺南市公共自行車租賃系統（YouBike 2.0）
  - 保安轉運站：52柱（文賢路一段529巷口）

## 途經路線
| 路線 | 起站       | 行經                   | 迄站       | 備註                                   |
| ---- | ---------- | ---------------------- | ---------- | -------------------------------------- |
| 紅3  | 臺南轉運站 | 臺南航空站、高鐵台南站 | 關廟轉運站 | - 部分班次繞駛文賢德成路口、長榮大學。 |
| 紅4  | 臺南轉運站 | 中華醫事科技大學       | 奇美博物館 |                                        |

## 外部連結
- 大台南公車
- 興南汽車客運（页面存档备份，存于）